# Machadocara gongylioides
Machadocara gongylioides är en spindelart som beskrevs av Miller 1970. Machadocara gongylioides ingår i släktet Machadocara och familjen täckvävarspindlar.
Artens utbredningsområde är Zambia. Inga underarter finns listade i Catalogue of Life.